# CASA C-102
El CASA C-102 fue un proyecto iniciado en 1977 por la compañía española Construcciones Aeronáuticas S.A. (CASA) para presentarse a un programa del Ejército del Aire Español conocido como «Futuro Avión Ligero Selectivo», destinado a adquirir un avión monomotor a hélice de entrenamiento básico. 

## Diseño y desarrollo
Su designación como C-102 seguía el esquema de los aviones diseñados por CASA, con la «C» inicial del fabricante y a continuación un número de tres dígitos, de los que el primero corresponde al número de motores, uno en este caso, habiéndose elegido los dos siguientes por ser el segundo monomotor diseñado por la empresa, tras el C-101 Aviojet. 
La propuesta de CASA consistía en una aeronave de construcción completamente metálica con dos asientos lado a lado, equipada con un motor de 200 CV y con capacidad acrobática. Tenía cola en T y tren de aterrizaje fijo. 
A finales de 1978, el Ejército del Aire comenzó la licitación oficial del programa, al que CASA presentó una versión mejorada de su diseño, conocida como C-102S. Asimismo llegó a diseñar una versión utilitaria con cuatro asientos, designada C-102SE.
La compañía Aeronáutica Industrial S.A. (AISA) también preparó una propuesta para este concurso. Sin embargo, el Ejército del Aire no llegó a firmar ningún contrato de desarrollo y finalmente adquirió en su lugar, años más tarde, el avión chileno ENAER T-35 Pillán como compensación industrial por la venta al país iberoamericano del C-101, montando CASA los ejemplares destinados al EdA a partir de piezas fabricadas por ENAER.

### Secuencias de designación
- Aviones militares de CASA: ← C-207 - C-212 - C-101 - C-102 - CN-235 - C-295 - C-401